# 岩手県道214号羽黒堂二枚橋線
岩手県道214号羽黒堂二枚橋線（いわてけんどう214ごう はぐろどうにまいばしせん）は、岩手県花巻市を通る一般県道である。

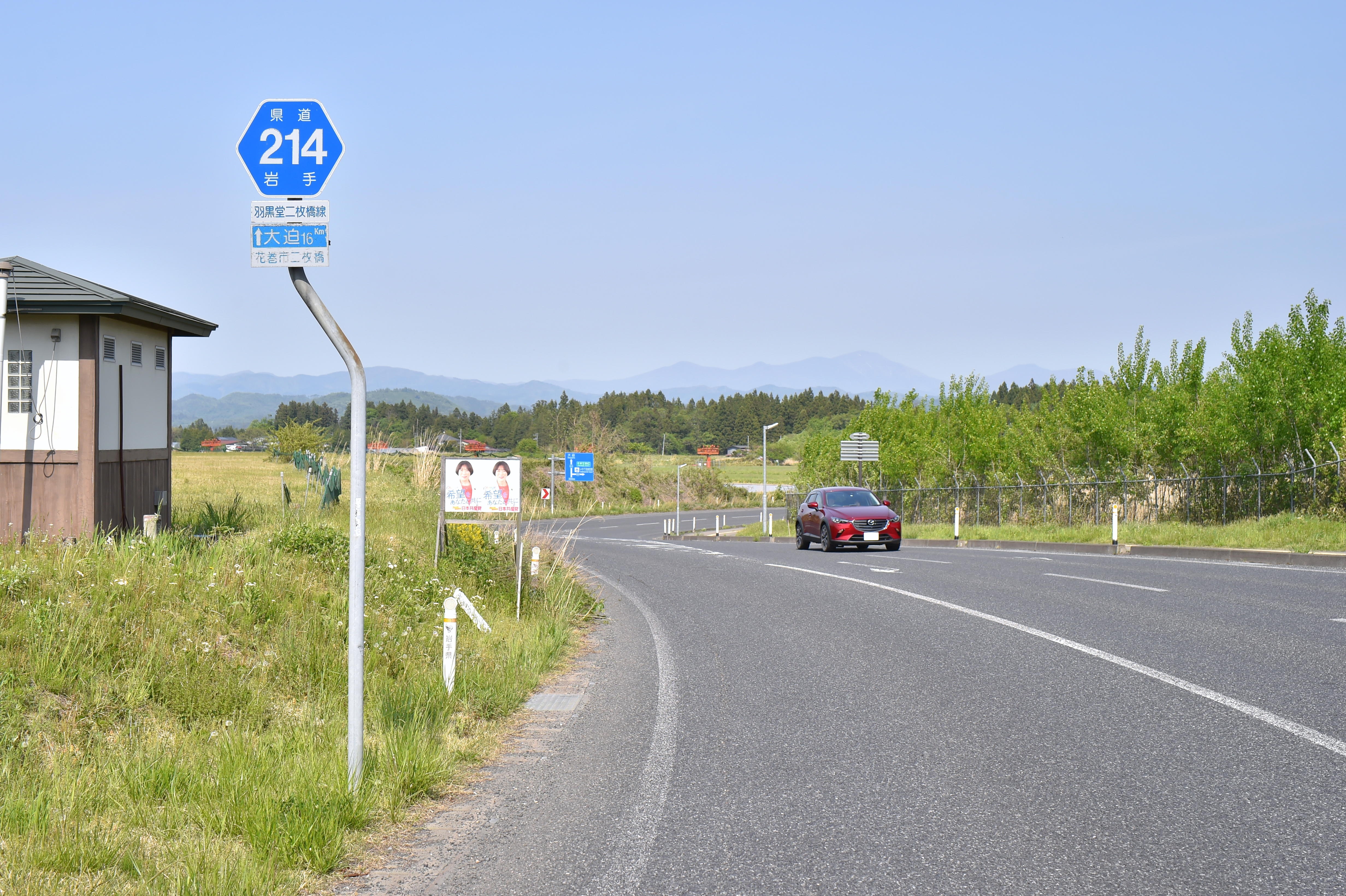
岩手県道214号羽黒堂二枚橋線
花巻市石鳥谷町江曽（2024年5月）

## 概要
大迫方面から花巻空港への短絡ルート。沿道には岩手県立花巻農業高等学校（羅須地人教会跡）がある。

### 路線データ
- 起点：花巻市大迫町亀ヶ森字羽黒堂（岩手県道102号石鳥谷大迫線交点）
- 終点：花巻市石鳥谷町江曽（国道4号・岩手県道213号花巻空港停車場線交点）

## 路線状況

### 重複区間
- 岩手県道294号東宮野目二枚橋線 : 花巻市石鳥谷町南寺林 - 花巻市二枚橋町大通り・終点

## 地理

### 通過する自治体
- 花巻市

### 交差する道路
- 岩手県道102号石鳥谷大迫線（起点）
- 国道456号（花巻市石鳥谷町関口）
- 岩手県道224号八重畑小山田線（花巻市石鳥谷町八重畑字大西）
- 岩手県道294号東宮野目二枚橋線（花巻市石鳥谷町南寺林）
- 国道4号・岩手県道213号花巻空港停車場線（終点）

### 沿線の施設
- 岩手県立花巻農業高等学校